# Tarra-Bulga National Park
Tarra-Bulga National Park är en nationalpark i Australien.   Den ligger i delstaten Victoria, i den sydöstra delen av landet, 400 km sydväst om huvudstaden Canberra. Tarra-Bulga National Park ligger 466 meter över havet.
I omgivningarna runt Tarra-Bulga National Park växer i huvudsak städsegrön lövskog.